# Carbamoyl-Phosphat-Synthetase 1-Mangel
Der Carbamoyl-Phosphat-Synthetase 1-Mangel ist eine sehr seltene angeborene schwere Stoffwechselstörung der Carbamoylphosphat-Synthetase I, welche die Addition von Ammoniak, Kohlenstoffdioxid und ATP zu Carbamoylphosphat katalysiert und als geschwindigkeitsbestimmender Schritt des Harnstoffzyklus gilt. Die Erkrankung gehört somit zu den Harnstoffzyklusdefekten als deren schwerste Form. Hauptsymptome sind erhöhtes Ammoniak im Blutserum (Hyperammonämie) und Pulmonale Hypertonie beim Neugeborenen wenige Tage nach Geburt oder in späterem Alter mit milderen Zeichen der Hyperammonämie.
Synonyme sind: CPS1-Mangel; CPS1D
Die Erstbeschreibung stammt aus dem Jahre 1970 durch die US-amerikanischen Ärzte J. M. Freeman, J. F. Nicholson, R. T. Schimke et al.:

## Verbreitung
Die Häufigkeit wird mit 1/526.000–1.300.000 Lebendgeburten angegeben, die Vererbung erfolgt autosomal-rezessiv.

## Ursache
Der Erkrankung liegen Mutationen im CPS1-Gen auf Chromosom 2 Genort q34 zugrunde, welches für die Carbamoylphosphat-Synthetase I in den Mitochondrien der Hepatozyten und der Darmschleimhaut kodiert. Durch die Störung wird überschüssiger Stickstoff nicht in Harnstoff umgewandelt und kann nicht über die Nieren ausgeschieden werden (Hyperammonämie).
Störungen dieses Genes finden sich auch bei Neugeborenen mit erhöhtem Risiko eines Argininmangels und Nekrotisierender Enterokolitis.

## Klinische Erscheinungen
Bei allen Störungen des Harnstoffzyklus kommt es zu Hyperammonämie, Enzephalopathie und Respiratorische Alkalose.
Je nach Ausmaß der Störung können zwei Hauptformen unterschieden werden:
- Neonatale Form (Early-onset)

Bereits wenige Tage nach der Geburt fallen die Neugeborenen durch Lethargie und Trinkschwäche auf. Rasch kommt es zu Erbrechen, Hypothermie, Muskuläre Hypotonie, Krampfanfall und Koma, das unbehandelt zum Tode führen kann.
- Postneonatale Form (Delayed-onset)

Nach der Neugeborenenzeit kann durch Risikofaktoren wie Fasten und Begleiterkrankungen die Krankheit klinisch auffällig werden mit Reizbarkeit, Lethargie, Kopfschmerzen, Krampfanfällen, Verwirrtheit, Abneigung gegen proteinreiche Mahlzeiten, Hypotonie des Rumpfes und kognitive Beeinträchtigung.

## Diagnose
Die Diagnose ergibt sich aus der Kombination klinischer Befunde mit den Laborergebnissen und kann durch humangenetische Untersuchung gesichert werden. Im Blutserum finden sich schwere Hyperammonämie, erniedrigter Plasmaspiegel von Citrullin und Arginin, erhöhter Spiegeln von Glutamin und erhöhte Transaminasen.

## Differentialdiagnose
Abzugrenzen sind:
- andere Erkrankungen mit Harnstoffzyklusdefekt
- organische Azidurien sowie
- Hyperammonämische Enzephalopathie durch Carboanhydrase VA-Mangel.[10]

Das Enzym Carbamoylphosphat-Synthetase II kommt im Zytosol vor und katalysiert die Reaktion von Hydrogencarbonat mit Glutamin Carbamoylphosphat. Ein Mangel führt zu Hyperammonämie, erhöhtem Glutamin und Alanin im Blutserum und erniedrigtem Harnstoff und Orotsäure im Urin.

## Therapie
Bei einem Koma muss unverzüglich der Ammoniakspiegel durch Hämodialyse oder Hämofiltration gesenkt werden, auch Gabe von Natriumbenzoat und/oder Natriumphenylbutyrat.
Die konservative Behandlung besteht durch Vermeiden von Protein in der Nahrung, Gabe von Arginin und ggf. Citrullin sowie Behandlung der Hyperammonämie. Valproinsäure sollte vermieden werden. Eine frühzeitige Lebertransplantation kann den Krankheitsverlauf günstig beeinflussen.
Kürzlich (im Mai 2025) wurde erstmals über die Behandlung eines Säuglings mittels Gentherapie durch personalisierte Base-Editing-Methode berichtet. Vergleiche auch Gentherapie#Mangel an Carbamoylphosphat-Synthetase I (CPS1-Defizienz).

## Aussichten
Die Prognose hängt vom Schweregrad der Erkrankung ab, gilt bei der neonatalen Form als ungünstig.